# Copa del Món d'esquí alpí masculina per especialitats
Campions masculins de la Copa del Món d'esquí alpí per especialitats.

## Palmarès
| Any  | Descens                        | Super Gegant        | Eslàlom Gegant                        | Eslàlom                                    | Combinada                          |
| ---- | ------------------------------ | ------------------- | ------------------------------------- | ------------------------------------------ | ---------------------------------- |
| 1967 | Jean-Claude Killy              | --                  | Jean-Claude Killy                     | Jean-Claude Killy                          | --                                 |
| 1968 | Gerhard Nenning                | --                  | Jean-Claude Killy                     | Dumeng Giovanoli                           | --                                 |
| 1969 | Karl Schranz                   | --                  | Karl Schranz                          | Jean-Noël Augert                           | --                                 |
| 1970 | Karl Schranz · Karl Cordin     | --                  | Gustav Thöni                          | Patrick Russel · Alain Penz · Henri Brechu | --                                 |
| 1971 | Bernhard Russi                 | --                  | Gustav Thöni · Patrick Russel         | Jean-Noël Augert                           | --                                 |
| 1972 | Bernhard Russi                 | --                  | Gustav Thöni                          | Jean-Noël Augert                           | --                                 |
| 1973 | Roland Collombin               | --                  | Hans Hinterseer                       | Gustav Thöni                               | --                                 |
| 1974 | Roland Collombin               | --                  | Piero Gros                            | Gustav Thöni                               | --                                 |
| 1975 | Franz Klammer                  | --                  | Ingemar Stenmark                      | Ingemar Stenmark                           | --                                 |
| 1976 | Franz Klammer                  | --                  | Ingemar Stenmark                      | Ingemar Stenmark                           | Walter Tresch                      |
| 1977 | Franz Klammer                  | --                  | Ingemar Stenmark · Heini Hemmi        | Ingemar Stenmark                           | --                                 |
| 1978 | Franz Klammer                  | --                  | Ingemar Stenmark                      | Ingemar Stenmark                           | --                                 |
| 1979 | Peter Müller                   | --                  | Ingemar Stenmark                      | Ingemar Stenmark                           | --                                 |
| 1980 | Peter Müller                   | --                  | Ingemar Stenmark                      | Ingemar Stenmark                           | Phil Mahre                         |
| 1981 | Harti Weirather                | --                  | Ingemar Stenmark                      | Ingemar Stenmark                           | Phil Mahre                         |
| 1982 | Peter Müller · Steve Podborski | --                  | Phil Mahre                            | Phil Mahre                                 | Phil Mahre                         |
| 1983 | Franz Klammer                  | --                  | Phil Mahre                            | Ingemar Stenmark · Stig Strand             | Phil Mahre                         |
| 1984 | Urs Räber                      | --                  | Pirmin Zurbriggen · Ingemar Stenmark  | Marc Girardelli                            | Andreas Wenzel                     |
| 1985 | Helmut Höflehner               | --                  | Marc Girardelli                       | Marc Girardelli                            | Andreas Wenzel                     |
| 1986 | Peter Wirnsberger              | Markus Wasmeier     | Joël Gaspoz                           | Rok Petrović                               | Pirmin Zurbriggen                  |
| 1987 | Pirmin Zurbriggen              | Pirmin Zurbriggen   | Pirmin Zurbriggen                     | Bojan Križaj                               | Pirmin Zurbriggen                  |
| 1988 | Pirmin Zurbriggen              | Pirmin Zurbriggen   | Alberto Tomba                         | Alberto Tomba                              | Hubert Strolz                      |
| 1989 | Marc Girardelli                | Pirmin Zurbriggen   | Pirmin Zurbriggen                     | Armin Bittner                              | Marc Girardelli                    |
| 1990 | Helmut Höflehner               | Pirmin Zurbriggen   | Günther Mader · Ole Kristian Furuseth | Armin Bittner                              | Pirmin Zurbriggen                  |
| 1991 | Franz Heinzer                  | Franz Heinzer       | Alberto Tomba                         | Marc Girardelli                            | Marc Girardelli                    |
| 1992 | Franz Heinzer                  | Paul Accola         | Alberto Tomba                         | Alberto Tomba                              | Paul Accola                        |
| 1993 | Franz Heinzer                  | Kjetil André Aamodt | Kjetil André Aamodt                   | Thomas Fogdö                               | Marc Girardelli                    |
| 1994 | Marc Girardelli                | Jan Einar Thorsen   | Christian Mayer                       | Alberto Tomba                              | Lasse Kjus · Kjetil André Aamodt   |
| 1995 | Luc Alphand                    | Peter Runggaldier   | Alberto Tomba                         | Alberto Tomba                              | Marc Girardelli                    |
| 1996 | Luc Alphand                    | Atle Skårdal        | Michael von Grünigen                  | Sébastien Amiez                            | Günther Mader                      |
| 1997 | Luc Alphand                    | Luc Alphand         | Michael von Grünigen                  | Thomas Sykora                              | Kjetil André Aamodt                |
| 1998 | Andreas Schifferer             | Hermann Maier       | Hermann Maier                         | Thomas Sykora                              | Werner Franz                       |
| 1999 | Lasse Kjus                     | Hermann Maier       | Michael von Grünigen                  | Thomas Stangassinger                       | Lasse Kjus · Kjetil André Aamodt   |
| 2000 | Hermann Maier                  | Hermann Maier       | Hermann Maier                         | Kjetil André Aamodt                        | Kjetil André Aamodt                |
| 2001 | Hermann Maier                  | Hermann Maier       | Hermann Maier                         | Benjamin Raich                             | Lasse Kjus                         |
| 2002 | Stephan Eberharter             | Stephan Eberharter  | Frédéric Covili                       | Ivica Kostelić                             | Kjetil André Aamodt                |
| 2003 | Stephan Eberharter             | Stephan Eberharter  | Michael von Grünigen                  | Kalle Palander                             | Bode Miller                        |
| 2004 | Stephan Eberharter             | Hermann Maier       | Bode Miller                           | Rainer Schönfelder                         | Bode Miller                        |
| 2005 | Michael Walchhofer             | Bode Miller         | Benjamin Raich                        | Benjamin Raich                             | Benjamin Raich                     |
| 2006 | Michael Walchhofer             | Aksel Lund Svindal  | Benjamin Raich                        | Giorgio Rocca                              | Benjamin Raich                     |
| 2007 | Didier Chuche                  | Bode Miller         | Aksel Lund Svindal                    | Benjamin Raich                             | Aksel Lund Svindal                 |
| 2008 | Didier Chuche                  | Hannes Reichelt     | Ted Ligety                            | Manfred Moelgg                             | Bode Miller                        |
| 2009 | Michael Walchhofer             | Aksel Lund Svindal  | Didier Chuche                         | Jean-Baptiste Grange                       | Carlo Janka                        |
| 2010 | Didier Chuche                  | Erik Guay           | Ted Ligety                            | Reinfried Herbst                           | Benjamin Raich                     |
| 2011 | Didier Chuche                  | Didier Chuche       | Ted Ligety                            | Ivica Kostelić                             | Ivica Kostelić                     |
| 2012 | Klaus Kroell                   | Aksel Lund Svindal  | Marcel Hirscher                       | Andre Myhrer                               | Ivica Kostelić                     |
| 2013 | Aksel Lund Svindal             | Aksel Lund Svindal  | Ted Ligety                            | Marcel Hirscher                            | Ivica Kostelić · Alexis Pinturault |
| 2014 | Aksel Lund Svindal             | Aksel Lund Svindal  | Ted Ligety                            | Marcel Hirscher                            | Ted Ligety · Alexis Pinturault     |
| 2015 | Kjetil Jansrud                 | Kjetil Jansrud      | Marcel Hirscher                       | Marcel Hirscher                            | Carlo Janka                        |
| 2016 | Peter Fill                     | Aleksander Kilde    | Marcel Hirscher                       | Henrik Kristoffersen                       | Alexis Pinturault                  |
| 2017 | Peter Fill                     | Kjetil Jansrud      | Marcel Hirscher                       | Marcel Hirscher                            | Alexis Pinturault                  |